# Клей (округ, Миссисипи)
Округ Клей (англ. Clay County) — округ штата Миссисипи, США. Население округа на 2000 год составляло 21 979 человек. Административный центр округа — город Уэст-Пойнт.

## История
Округ Клей основан в 1871 году.

## География
Округ занимает площадь 1059,3 км².

## Демография
Согласно переписи населения 2000 года, в округе Клей проживало 21 979 человек (данные Бюро переписи населения США). Плотность населения составляла 20,7 чел./км².